# ¡Che, qué loco!
¡Che, qué loco! es una película española de 1953, dirigida por Ramón Torrado y protagonizada por Pepe Iglesias El Zorro.
Se trata de una comedia, con guion de Antonio Ozores y el mismo Ramón Torrado, estrenada el 23 de marzo de 1953, y fue la primera película de Pepe Iglesias en España.

## Trama
Un arruinado Pepe Valdés (Pepe Iglesias) intenta casarse con la millonaria Esperancita (Emma Penella), lo que desencadena toda una serie de equívocos. 

## Reparto
- Pepe Iglesias - Pepe Valdés
- Emma Penella - Esperancita Couceiro
- José Isbert - Don Ramiro
- Julia Lajos - Esperanza
- Carlos Fioriti - Mangatutto
- Manrique Gil - Invitado
- Manuel Guitián - Amancio
- Fernando Fernández de Córdoba - Rosendo
- Modesto Cid - Andrés
- Beni Deus - Alemán
- Vicente Gómez Bur - Aníbal
- Silvia Morgan - Esther
- Matilde Artero - Clotilde